# Рэй, Том
Томас «Том» Арчер Рэй (англ. Thomas «Tom» Archer Ray; 2 августа 1919 — 6 апреля 2010) — американский художник-мультипликатор.

## Биография
Том Рэй родился в Уильямсе, штат Аризона. Он начал работать в Warner Bros. Cartoons в 1937 году, работая под руководством Текса Эйвери в течение шести месяцев. После он подал заявку на работу в MGM и его приняли на работу. По его словам, ему платили 18 долларов в неделю, в 6 раз больше, чем он получал на студии Warner Bros. Позже он работал в John Sutherland Productions, получив своё первое признание в фильме «Пункт назначения: Земля» в 1956 году. В 1958 году он вернулся в Warner Bros. и стал мастером-мультипликатором в подразделении Роберта МакКимсона. Рэй недолго работал в подразделении Фриза Фрилинга, после его направили работать в подразделение Чака Джонса, где он был одним из режиссеров «Приключений дорожного бегуна» и нескольких эпизодов «Шоу Багза Банни». В 1963 году он последовал вместе с Чаком Джонсом в Metro-Goldwyn-Mayer Animation/Visual Arts чтобы работать над новыми сериями «Том и Джерри»; там он снял два короткометражных фильма-сборника о Томе и Джерри : Matinee Mouse (1966) и Shutter Bugged Cat (1967).
Его более поздние работы появляется в короткометражках Pink Panther , Heavy Traffic. После ухода из анимационного бизнеса в Лос-Анджелесе в 1998 году, Рэй основал собственную мультипликационную студию Tomstone Animation, изначально расположенную в Ист-Страудсберге, штат Пенсильвания. Потом Том Рэй перенес свою студию в Вирджиния-Бич, штат Вирджиния.

## Личная жизнь
Сестра Том Рэя, Бренда Эллен Рэй. Сын Рэя, Томас Г. "Грег" Рэй, и дочь, Донна Мулиот, последовали за ним в мультипликационный бизнес.

## Смерть
Том Рэй умер 6 апреля 2010 года в возрасте 90 лет, в Верджиния-Бич.